# Puente Internacional del río Mamoré
El puente Internacional del Río Mamoré será un puente sobre el río Mamoré que conectará las ciudades de Guayaramerín en Bolivia y la de Guajará-Mirim en Brasil. El presupuesto para la construcción de este puente es de más de 52 millones de dólares y será íntegramente financiado por Brasil, debido a que se enmarca dentro del cumplimiento del Tratado de Petrópolis firmado entre ambos países en 1903, luego de la Guerra del Acre.
El puente propuesto tendría una longitud de 1200 metros con pilotes de 19,5 metros de altura. Sería el cuarto puente entre Bolivia y Brasil, y el segundo que cruza un río entre ambos países.

## Historia
En noviembre de 2024, un diputado brasileño afirmó que la firma del contrato de construcción del puente estaría previsto para comienzos del 2025. En julio de 2025, el gobierno de Brasil, a través del Tribunal de Cuentas de la Unión (TCU), aprobó el inicio de las obras del puente internacional. La construcción de esta infraestructura, está prevista para comenzar oficialmente en octubre de 2025.